# Bromus grandis
Bromus grandis es una especie herbácea perenne perteneciente a la familia de las gramíneas (Poaceae). 

## Descripción
Bromus grandis alcanza un tamaño de hasta 1,5 metros de altura como hierba perenne. Tiene hojas peludas y abiertas inflorescencias de espiguillas planas difusas. Se relaciona con Bromus orcuttianus, que comparte su hábitat.

## Hábitat y distribución
Es nativa de California y Baja California, donde crece en muchos tipos de hábitat de bosque a matorral costero. 

## Taxonomía
Bromus grandis fue descrita por (Shear) Hitchc. y publicado en A Flora of California 1: 175. 1912.
Etimología
Bromus: nombre genérico que deriva del griego bromos = (avena), o de broma = (alimento).
grandis: epíteto latino que significa "grande".
Sinonimia
- Bromopsis grandis (Shear) Holub
- Bromus orcuttianus var. grandis Shear
- Bromus porteri var. assimilis Burtt Davy[4][5]